# Marjolein Faber
Marjolein Hillegonda Monica Faber-van de Klashorst (ur. 16 czerwca 1960 w m. Amersfoort) – holenderska polityk i działaczka samorządowa, parlamentarzystka krajowa, od 2024 do 2025 minister polityki azylowej i migracji.

## Życiorys
Kształciła się w szkole średniej Corderius College w rodzinnej miejscowości. Później szkoliła się w zakresie radiodiagnostyki i informatyki biznesowej. Pracowała jako technik laboratoryjny, od drugiej połowy lat 80 była zawodowo związana z branżą IT. Zaangażowała się w działalność polityczną w ramach Partii Wolności. W latach 2011–2023 była radną prowincji Geldria, kierowała frakcją radnych swojej partii. Od 2011 do 2023 zasiadała też w Eerste Kamer, w izbie tej od 2014 stała na czele klubu senatorów PVV. W 2017 weszła w skład Zgromadzenia Parlamentarnego NATO. W wyborach w 2023 uzyskała mandat posłanki do Tweede Kamer.
W lipcu 2024 objęła stanowisko ministra polityki azylowej i migracji w rządzie Dicka Schoofa. Odeszła z tej funkcji w czerwcu 2025, gdy PVV opuściła koalicję rządową.